# 키이우 지하철

키이우 지하철의 로고

키이우 지하철(우크라이나어: Київський метрополітен)은 우크라이나 키이우를 달리는 도시 철도 시스템이다.